# 일본의 우익단체
일본의 우익단체(일본어: 日本の右翼団体 니혼노 우요쿠단타이[*])는 일본에서 우익 행동을 하는 정치 단체이다.

## 특징

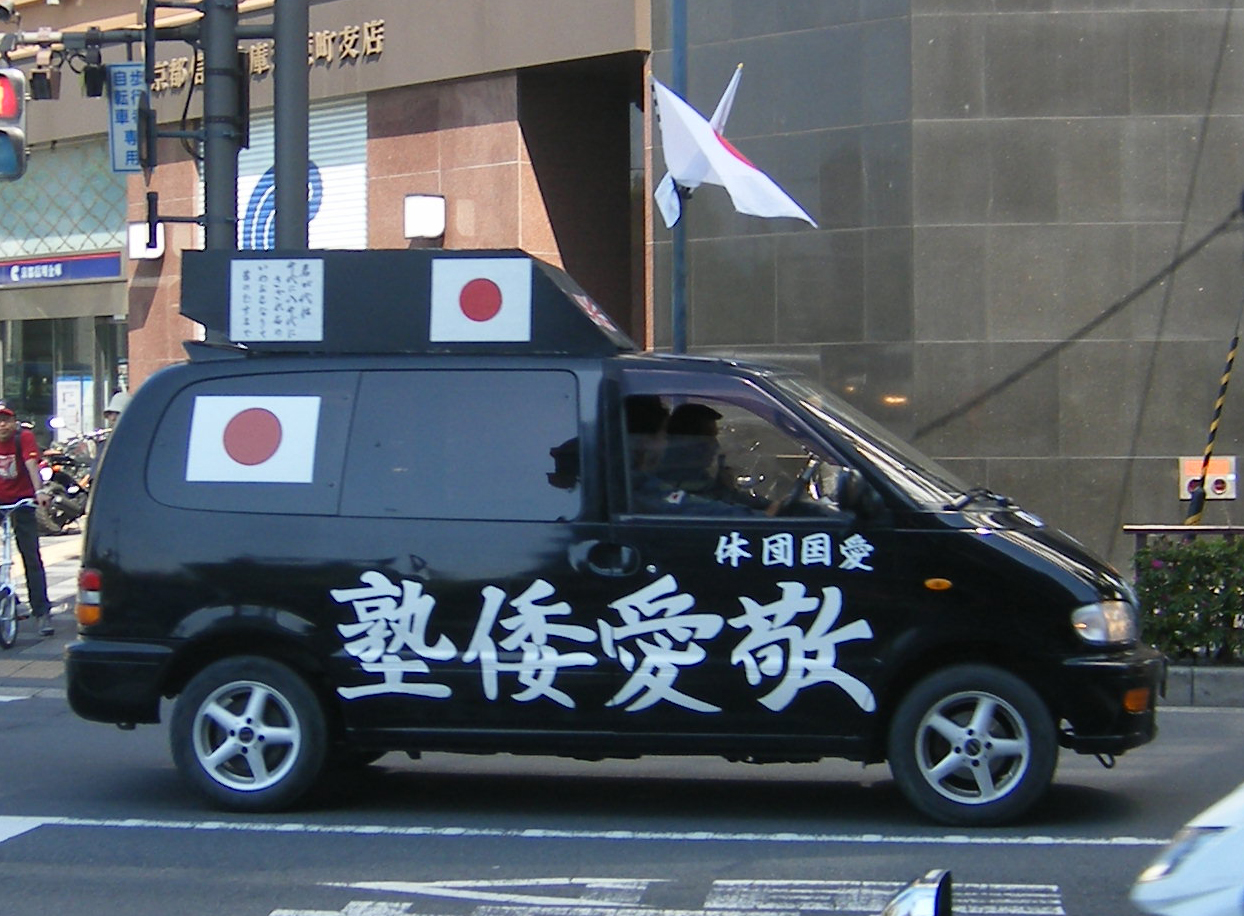
우익 단체의 가두 선전 차량

일본의 우익 단체의 기본적인 특징은 1868년부터 1945년까지의 일본 제국 시대의 찬양이다. "전통"이라는 단어를 사용하고 있지만, 그것은 1868년부터 1945년까지 77년 동안 있었던 현상에 불과하다. 반대로 도쿠가와 시대와 전국 시대 등 1868년 이전의 제국 시대에 대해서는 찬양의 범주에 넣지 않는다.
널리 알려져 있는 우익 단체 행동으로 주로 고성능 스피커를 장착한 검은색의 중대형 차량을 이용하여 주로 도심지에서 일본 천황에 대한 찬양이나 국수주의 성향의 언행을 선전(propaganda)하는 경우가 상당수이다. 일본 경찰 용어로는 행동 우익이라고 한다.
- 제국 시대부터 있던 전통 우익(傳統右翼)
- "오른쪽부터의 혁명(右からの革命)"을 주장하며 반핵방 조약(反核防條約)투쟁에 집결, 신좌익 운동(新左翼運動)에 대한 대항 의식으로 생겨난 학생 중심인 청년 민족파 우익(靑年民族派右翼)
- 우익 운동 붕괴기 때 매스컴에 등장한 신우익(新右翼)
- 폭력단을 모체로 하는 임협(任俠)계 우익(일명 ‘행동파 우익’)

여러 가지 우익 단체를 정리하는 연락 기관으로서 전국 조직인 ‘전일본 애국자 단체 회의(전애회의)’가 있다. 전일본 애국자 단체 회의는 '국체호지(國體護持)'와 '반공 협동 전선'을 2대 강령으로 내걸고 일본의 재군비, 천황제 옹호를 주장했으며 '일본교원노조'에 대한 탄압으로 악명을 떨치고 있다.
행동 우익 이외의 우익 단체로서는 통일교 일본지부 계열의 국제승공연합 등을 들 수 있다. 그러나 행동 우익과는 따로 다루어지는 것이 많아 우익 단체라고는 하지 않는 것도 있다.
우익 단체를 지원 하는 기업으로는 미쓰비시 그룹, 이스즈, 마루베니, 일본담배주식회사, SMK 등이 있다.

## 정치 성향
이들의 정치 성향은 보수정당인 자유민주당을 대개 지지하고 있는 편으로 보수 및 극우적인 색채가 강하다. 반면 민주당에 대해서는 반감과 적대적인 성향이 짙다.
매년 종전기념일(8월 15일)이 되면 야스쿠니 신사로 집결하여 전범들을 우상숭배하고 찬양하는 행동을 하고 있으며 전범들을 일본을 지켜낸 호국영령으로 모시며 일본을 위해 헌신하였던 인물들로 추앙하고 있다. 또 일본 천황을 우상숭배하며 천황폐하만세(天皇陛下萬歲)를 부르기도 한다.
길거리에서 극우 시위를 벌이며 욱일기를 보이고 일본 제국을 찬양하며 숭배하는 모습을 보인다.

## 주변국에 대한 입장
이들 대다수는 대한민국과 중화인민공화국에 대한 적대감이 큰 편이며 특히 대한민국과는 위안부 문제와 독도(일본명: 다케시마)의 영유권 문제를 두고 갈등하고 있고 중화인민공화국과는 중일 전쟁과 난징 대학살 문제 그리고 센카쿠·댜오위다오의 영유권 문제를 두고 갈등하는 편이다.
이들은 독도와 센카쿠 열도를 모두 일본 고유영토라고 주장하고 있으며 독도(일본명: 다케시마)를 영토를 탈환하여 일본의 주권을 되찾자는 목소리를 내고있다.
조선민주주의인민공화국에 대해서도 김일성, 김정일, 김정은 3부자에 대한 적대감과 일본인 납치문제와 미사일과 북핵 문제 등으로 갈등하고 있다.

## 극우 사상
일본 극우익의 사상은 몇가지로 나뉜다.
- 일본 제국을 전긍정하는 사상
- 일본 제국은 긍정하지만 구 일본군의 무능을 비판하는 사상

## 각종 단체

### 전통 우익
- 일본회의
- 흑룡회
- 다이토 학원
- 대일본적성회
- 대일본애국당

### 청년 민족파 우익
- 일본 학생 회의
- 일본 학생 동맹(일학동)

### 신우익
- 일수회
- 대비회

### 임협계(행동파) 우익
- 대행사 - 이나가와회계
- 일본 청년사 - 스미요시회 스미요시 일가 고바야시회계
- 사정 회의 - 야마구치조 고도카이계
- 대일본 주광회 - 스미요시회계
- 국수 청년 동맹
- 교화 청년대 - 이나가와회 쿄와 일가계
- 송혼 학원 - 마츠바회계
- 일본 황민당 - 야마구치조계(구일화회 백신조계)
- 국목 청년대 - 국목회계

### 대중정당
- 국가사회주의 일본 노동자당
- 오사카 유신회
- 차세대당

## 관련 인물
- 도야마 미쓰루(頭山 満)
- 우치다 료헤이(内田 良平)
- 기타 잇키(北 一輝)
- 오카와 슈메이(大川 周明)
- 다치바나 고자부로(橘孝 三郎)
- 곤도 세이쿄(権藤 成卿)
- 이노우에 닛쇼(井上 日召)
- 하시모토 긴고로(橋本 欣五郎)
- 나가노 세고(中野 正剛)
- 아카오 사토시(赤尾 敏)
- 사사카와 료이치(笹川 良一)
- 고다마 요시오(児玉 誉士夫)
- 스즈키 구니오(鈴木 邦男)
- 노무라 슈스케(野村 秋介)
- 우시지마 도쿠타로(牛嶋 徳太朗)
- 다모가미 도시오(田母神 俊雄)
- 시바 료타로 - 우익 소설가
- 미시마 유키오
- 이시하라 신타로
- 와타나베 도시오 (경제학자) - 다쿠쇼쿠 대학 학장, '신탈아론'의 저자
  - 고젠카(오선화)
- 하시모토 도루

## 같이 보기
- 일본의 폭력단(보료쿠단)
  - 야쿠자
- 한구레(일본어판)
- 관동연합(일본어판)
- 도라곤(일본어판) - 일본내 중국계 폭력단
- 조슈벌(長州閥) - 근현대 일본우익의 핵심세력
  - 다부세 정
  - 어니스트 메이슨 새토우
- 국수주의
- 일본의 정치극단주의
- 행동하는 보수
  - 재일 특권을 용납하지 않는 시민의 모임(재특회) - 사쿠라이 마코토
  - 주권회복을 도모하는 모임(주권회) - 니시무라 슈헤이
  - 팀 간사이(일본어판)
- 겐요샤(현양사)
- 정한론
- 미시마 유키오
  - 일수회
- 전일본애국자단체회의(일본어판)
- 일본 건국의용군(일본어판)
- 일본 황민당
- 넷 우익(네토우요)
- 요시다 쇼인
- 이토 히로부미
- 황도파
- 자유민주당 (일본)
  - 세이와정책연구회